# Мажирина
Мажирина је мало ненасељено острвце у хрватском делу Јадранског мора у Шибенској акваторији.
Налази се око 0,4 км од најисточнијег рта на острву Жирје. Површина острва износи 0,0266 км². Дужина обалне линије је 2,08 км. Највиши врх на острву је висок 50 м.